# Prisopodini
A Prisopodini a rovarok (Insecta) osztályának a botsáskák (Phasmatodea) rendjéhez, ezen belül a Pseudophasmatidae családjához tartozó nemzetség.

## Rendszerezés
A nemzetségbe az alábbi nemek tartoznak:
- Dajaca
- Damasippoides
- Damasippus
- Dinelytron
- Paraprisopus
- Periphloea
- Phaeophasma
- Prisopus
- Pseudoleosthenes